# Monopolowa
Monopolowa je vrsta votke koja se proizvodi u Austriji u destileriji "Altvater Gessler & J.A. Baczewski". Ova votka se dobiva višestrukom destilacijom krumpira, a smatra se jednom od najboljih votki na svijetu zajedno s votkom Stolichnaya. 

## Povijest
Povijest ove votke seže daleko u prošlost, u doba Austro-Ugarske, kada je u Poljskom gradu Bydgoszczu osnovana destilerija Baczewski. Ubrzo je ova destilerija svojim proizvodom, votkom opskrbljivala veliki dio carstva. 1873. godine tvrtka se reorganizira u gradu Krnovu (Češka), te proizvodi votku pod imenom “Altvater” koju plasira širom svijeta. Propašću carstva nakon Prvog svjetskog rata, proizvodnja se nastavlja na nekoliko lokacija, a licence za proizvodnju imaju destilerije u Beču, Budimpešti, Černovicama, Bielskom i Zagrebu. Daljnje propadanje destilerija je uslijedilo nakon Drugog svjetskog rata, kada su destilerije širom Istočne Europe bile nacionalizirane, te se ova votka nastavila proizvoditi samo u destileriji u Beču.
Nakon Drugog svjetskog rata, Eduard Gessler, vlasnik "Altvater Gessler Company" i daljnji rođak obitelji Baczewski dobiva pravo proizvodnje pod nazivom J.A. Baczewski. Formira se tvrtka Altvater Gessler i J.A. Baczewski koja nastavlja proizvodnju po originalnim receptima. danas tvrtka posluje pod imenom “Altvater Gessler - J.A. Baczewski, GmbH”, a izvozi proizvode širom svijeta.

## Ime
Ime Monopolowa dolazi iz poljskog jezika i označava "Monopol" koji je država imala na proizvodnju i prodaju alkoholnih pića. Također, pojedini plemići su imali monopol na proizvodnju i prodaju alkoholnih pića na odeđenom području.